# Juan Soriano (Künstler)

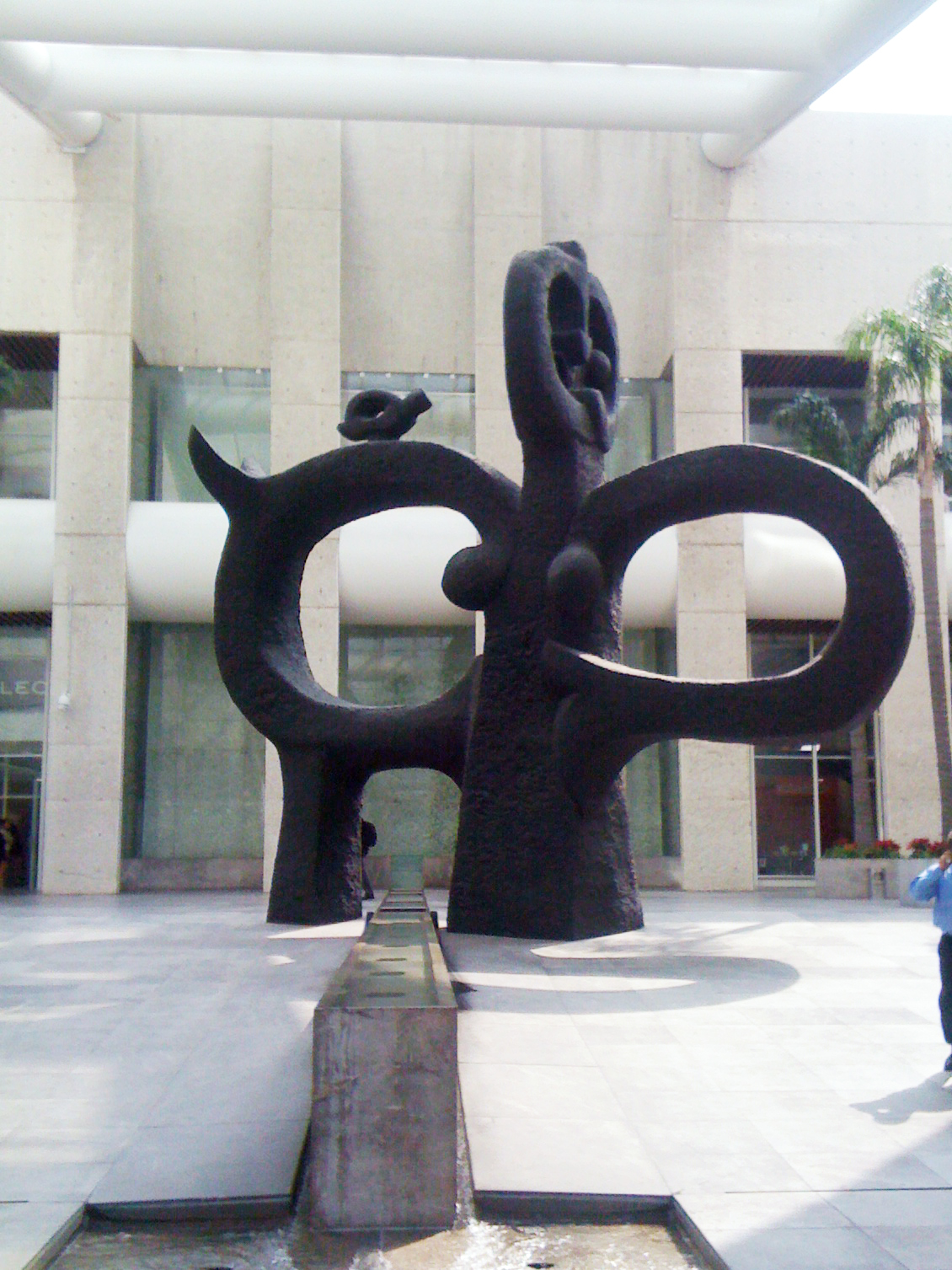
Dafne, 1990er Jahre, Mexiko-City, Aufnahme von 2014

Juan Soriano (* 18. August 1920 in Guadalajara, Mexiko als Juan Francisco Rodríguez Montoya; † 10. Februar 2006 in Mexiko-Stadt) war ein mexikanischer Maler, Zeichner und Bildhauer.

## Leben und Werk
Juan Soriano wurde 1920 als Sohn von Rafael Rodríguez Soriano und Amalia Montoya Navarro geboren. Schon als Kind nahm er den Namen Soriano nach einem Vornamen seines Vaters an. Mit 14 Jahren nahm Soriano als Wunderkind mit einem Selbstporträt und Porträts seiner Schwestern Rosa und Martha an einer Ausstellung der Werkstatt Evolución im Museum von Guadalajara teil.

### 1930er
Ein Jahr später – 1935 – wurden seine Werke in einer Einzelausstellung in Guadalajara gezeigt, bevor er seiner Schwester Martha nach Mexiko-Stadt folgte. Dort arbeitete er als Zeichenlehrer, während er einen Abendkurs für Kunst besuchte. In der folgenden Zeit engagierte er sich politisch in der Liga der Revolutionären Schriftsteller und Künstler (LEAR) und nahm an deren Ausstellungen teil, wodurch er Kontakt zu Kunstgalerien und der lokalen Kulturszene bekam, darunter zu Rafael Solana, Frida Kahlo und anderen Mitgliedern der Zeitschrift Contemporáneos. Als Bühnenmaler arbeitete er an Theaterstücken von Maurice Maeterlinck und George Bernard Shaw mit.
1938 freundete er sich mit dem Schriftsteller und späteren Literaturnobelpreisträger Octavio Paz (Das Labyrinth der Einsamkeit) an. Nachdem er mit der LEAR gebrochen hatte, reiste er mit Rafael Solana zur Universität in Berkeley (USA).

### 1940er

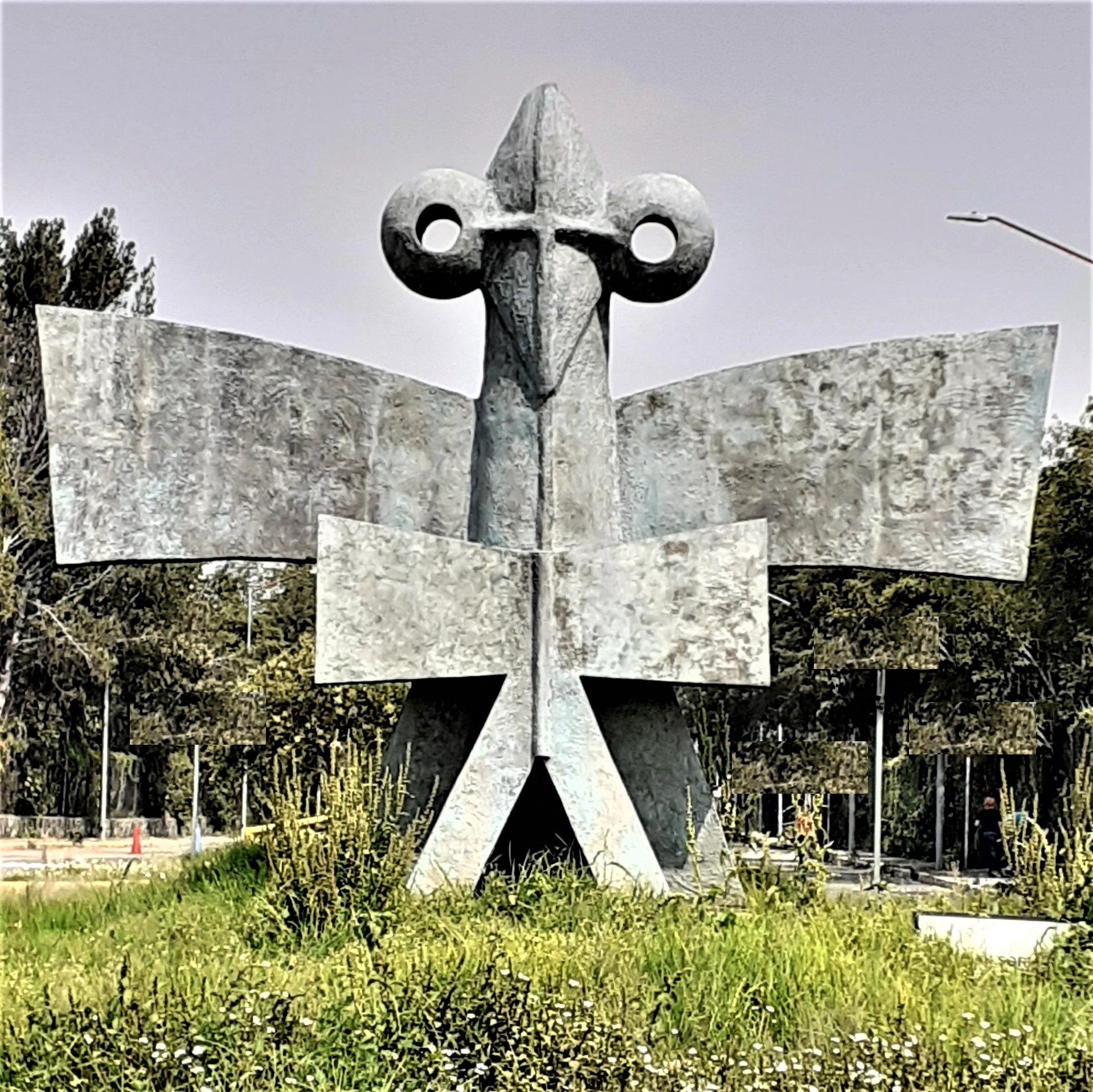
Pájaro XIII, Centro Cultural Universitario der UNAM, Aufnahme von 2021

Während der nächsten Jahre lehrte er Aktmalerei an der Escuela Nacional de Pintura, Escultura y Grabado „La Esmeralda“, schuf Keramiken in der Werkstatt Francisco Zúñigas und wirkte als Bühnenmaler und Kostümbildner bei einer Aufführung Juan Ruiz de Alarcóns El tejedor de Segovia mit. Im August 1941 wurden seine Werke in der Kunstausstellung der Universidad Nacional Autónoma de México (UNAM) gezeigt, woraufhin ihm Octavio Paz das Essay Rostros de Juan Soriano widmete.
In der Zeit von 1945 bis 1947 nahm er an mehreren Ausstellungen in Philadelphia und New York, wo er mit Octavio Paz und Rufino Tamayo zusammentraf. Zum ersten Mal wurden seine Werke auch in Mexiko-Stadt gezeigt. In einem Essay wurde er mit Künstlern wie Frida Kahlo, Agustín Lazo, Rufino Tamayo und Carlos Mérida verglichen.

### 1950er
1951–53 lernte er in Rom den chilenischen Surrealisten Roberto Matta kennen, in dessen Werkstatt er Terrakotten und Keramiken anfertigte. Die Eindrücke einer Reise nach Kreta 1954 verarbeitete er im Gemälde Apollo und die Musen. Octavio Paz widmete ihm ein weiteres Essay. In der römischen Galerie Schneider begann 1956 eine Serie von Ausstellungen seiner Werke in Europa. Er schloss sich der gerade gegründeten Theatergruppe Poesía en voz alta als Bühnenmaler und Kostümbildner an. 1957 erhielt er den José Clemente Orozco-Preis des Bundesstaates Jalisco. Er arbeitete mit der Theatergruppe an Werken von Ionesco und T. S. Eliot und stellte 1958 in der Kunstgalerie Ruthermore in San Francisco aus. 1959 fand zum 25-jährigen Jubiläum seines Schaffens als Maler im Museum für Moderne Kunst in Mexiko-Stadt eine Ausstellung statt. Die Zeitschrift der Universität von Mexiko veröffentlichte sein Essay Die Abstrakte Malerei.

### 1960er
1960 schuf er im Rahmen des siebten Programms der Poesía en voz alta das Bühnenbild zu einer Aufführung von Sophokles’ Elektra. 1961–62 wurde er zum Lehrer für Keramik an der nationalen Design- und Kunsthandwerksschule ernannt. Er widmete sich der Arbeit an mehreren Porträts von Lupe Marín, die auch von Diego Rivera porträtiert wurde und veröffentlichte eine Hommage an Picasso in der Universitätszeitung. Octavio Paz schrieb ein weiteres Essay La exposición de Soriano. 1963 folgten die Ausstellung Juan Soriano y el Teatro im Kulturzentrum Casa del Lago der UNAM und das achte Programm der Poesía mit Werken von Lope de Vega. Er reiste nach Yucatán. Einen Autounfall verarbeitete er im Bild El accidente.

### 1970er
Von 1969 bis 1975 hielt er sich zum zweiten Mal in Rom auf. 1975 fertigte er im Auftrag von Olivetti Gravuren in der Werkstatt von Bramsen und Colt an. Er freundete sich mit Antonio Saura, Julio Cortázar, Milan Kundera and Valerio Adami an und pendelte seit dieser Zeit zwischen Paris und Mexiko-Stadt.
1976 erhielt er den Spezialpreis des 8. Internationalen Festivals der Malerei in Cagnes-sur-Mer und 1978–79 ein Unterstützungsstipendium zur Anfertigung 30 groß- und 30 kleinformatiger Bilder.

### 1980er

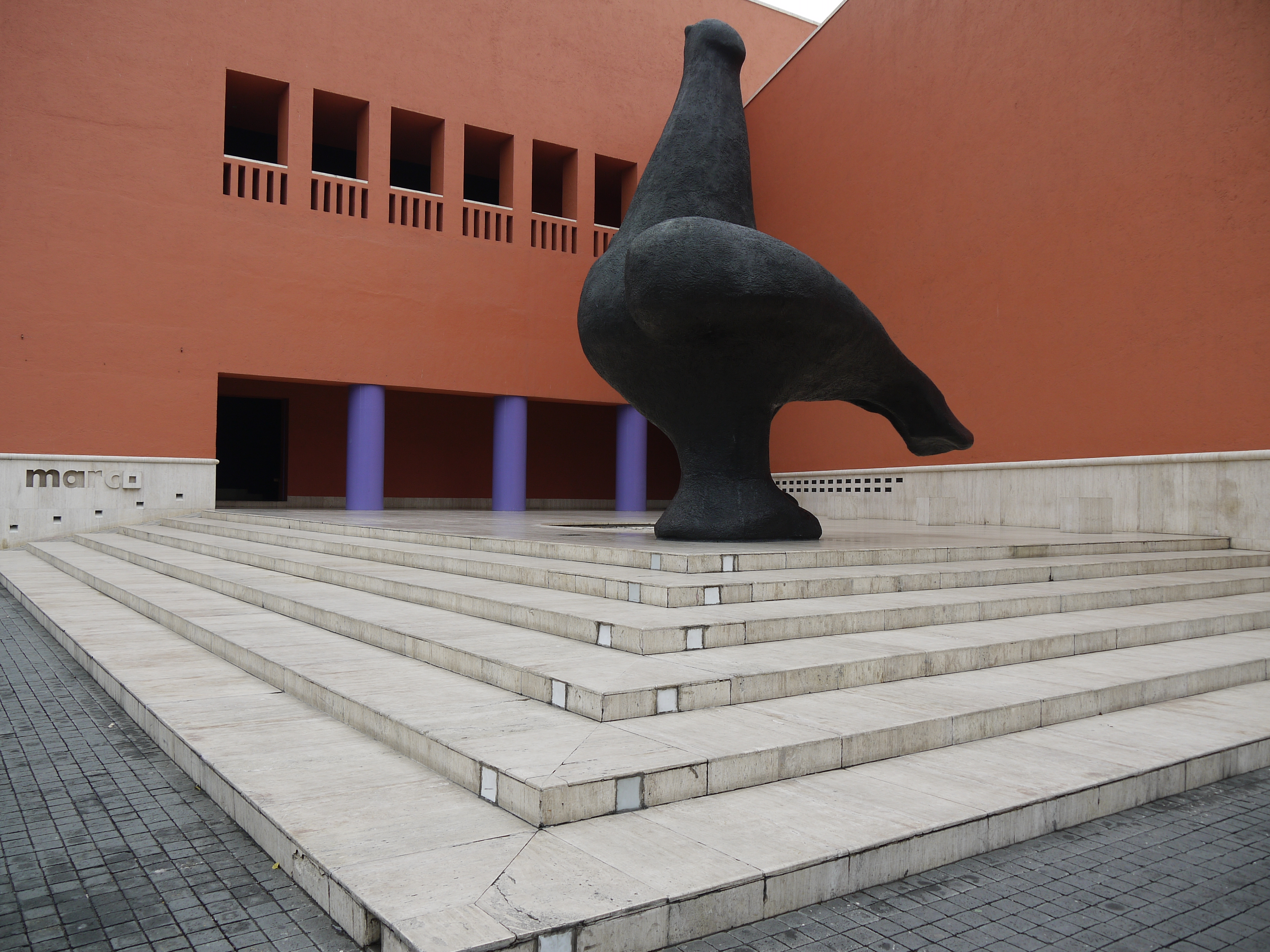
Paloma, 1989, vor dem MARCO in Monterrey, 2013

1980 veröffentlichte er eine Mappe mit 32 Siebdrucken zu Texten von Sergio Pitol. Monterrey, Chihuahua und Mexiko-Stadt zeigten Retrospektiven seiner Werke. 50 Jahre künstlerischen Schaffens wurden 1985 mit einer Ehrenausstellung gefeiert, die in vielen Städten Mexikos gezeigt wurde. 1987 wurden ihm der nationale Kunstpreis und andere Ehrungen verliehen. Er schuf die monumentale Skulptur Toro für einen Park in Villahermosa. 1989 schuf er weitere monumentale Skulpturen wie Paloma (Taube) für das Museum MARCO in Monterrey, Ola für das World Trade Center von Guadalajara und El caracol (Die Schnecke) für das Museum Amparo in Puebla.

### 1990er
Zum 70. Geburtstag ehrten ihn das Museo de Arte Moderno in Mexiko-Stadt und das Instituto Cultural Cabañas von Jalisco. 1993 entstand die monumentale Skulptur Luna für Mexiko-Stadt. Das Colegio de Jalisco und das mexikanische Kulturinstitut in San Antonio (Texas) stellten seine Skulpturen aus. 1994 schuf er die monumentale Skulptur Sirena für die Plaza Loreto in Mexiko-Stadt. Die Ausstellung Juan Soriano visto por once fotógrafos (Juan Soriano, gesehen von elf Fotografen) wird in San Antonio, Dallas, Austin, Washington, D.C. und Chicago gezeigt. Die Ausstellung Juan Soriano, 50 anos de obra grafica (Juan Soriano, 50 Jahre grafischen Werks) wurde 1995–96 in verschiedenen amerikanischen Städten gezeigt. Es entstanden die monumentalen Bronzeplastiken Dafne und Mano für zwei Gebäude in Mexiko-Stadt. 1997 zeigte das Museo Nacional Centro de Arte Reina Sofía in Madrid eine große Retrospektive seines Werkes von 1937 bis 1997 mit Gemälden, Skulpturen und grafischen Werken.

### 2000er
In seinen letzten Jahren arbeitete Soriano vor allem als Bildhauer. Zur Feier des 80. Geburtstags im Jahr 2000 gestaltete er 20 monumentale Skulpturen für die Plaza de la Constitución in Mexiko-Stadt und die zwei mehr als 6 Meter großen Bronzeplastiken Ofrenda l & II für die Expo 2000 in Hannover. Zu seinen Ehren veranstaltete das Internationale Museum Zeitgenössischer Kunst Rufino Tamayo eine Ausstellung.
2001 fanden sechs Ausstellungen in Mexiko statt, das Centro Cultural Español de Cooperación Iberoamericana in Miami stellte seine Bilder aus und präsentierte Orlando Gozález Estevas Buch über Juan Soriano. Arturo Ripstein drehte einen Spielfilm über Sorianos Leben. 2002 folgte eine Wanderausstellung von Skulpturen in Madrid, Budapest und Berlin.
Soriano illustrierte 2003 die Bücher La Fuerza del Destino von Julieta Campos und El Aguila o Sole von Octavio Paz und schuf sechs Skulpturen für verschiedene mexikanische Bundesstaaten. 2004 wurde er zum Offizier der Ehrenlegion ernannt. In Mexiko finden fünf Ausstellungen statt, die Stiftung Juan Soriano y Marek Keller wird gegründet. 2005 gab es mehrere Ausstellungen an der UNAM. Der Künstler wurde mit dem Velázquez-Kunstpreis der spanischen Regierung ausgezeichnet.
Am 10. Februar 2006 starb Juan Soriano in einem Krankenhaus in Mexiko-Stadt an einer Lungenentzündung. Soriano war der letzte Überlebende der sogenannten „Mexikanischen Schule“, zu der auch Frida Kahlo und Octavio Paz, ein enger Freund Sorianos, gehörten. Mit Juan José Arreola und Leonora Carrington stand er in stetem Austausch. Als Künstler, in dem er auch immer einen Rebellen sah, verband er Realismus mit Abstraktem und Tradition mit Avantgarde.